# Iejevitxni
Iejevitxni (en rus: Ежевичный) és un poble (un possiólok) de l'óblast de Sverdlovsk, a Rússia, segons el cens del 2010 tenia 95 habitants.